# Rodolfo Dubó
Rudolfo Dubó Segovia (11 de setembre de 1953) és un exfutbolista xilè.

## Selecció de Xile
Va formar part de l'equip xilè a la Copa del Món de 1982.